# Sporting Clube de Portugal (futsal)
Sporting Clube de Portugal je futsal momčad športskog društva Sporting Clube de Portugal iz Lisabona.

## Uspjesi
- UEFA Futsal Champions League
  - prvak: 2019.
  - finalist: 2011., 2017., 2018.
- Portugalsko prvenstvo
  - prvak: 1991., 1993., 1994., 1995., 1999., 2001., 2004., 2006., 2010., 2011., 2013., 2014., 2016., 2017., 2018.
- Portugalski kup
  - pobjednik: 2006., 2008., 2011., 2013., 2016., 2018., 2019.
- Portugalski liga-kup
  - pobjednik: 2016., 2017.
- Portugalski superkup
  - pobjednik: 2001., 2004., 2008., 2010., 2013., 2014., 2017., 2018., 2019.

## Poveznice
- službene stranice
- Sporting Clube de Portugal
- Sporting Clube de Portugal (hokej)
- Sporting Clube de Portugal (košarka)
- Sporting Clube de Portugal (nogomet)
- Sporting Clube de Portugal (rukomet)